# نیروگاه هسته‌ای پنلی
نیروگاه هسته‌ای پنلی (به فرانسوی: Centrale nucléaire de Penly) یک نیروگاه هسته‌ای در فرانسه است که در Petit-Caux واقع شده‌است.